# Criminal (serie de televisión de 2019)
Criminal es una serie de televisión antológica, lanzada simultáneamente en septiembre de 2019 en la plataforma Netflix. La serie consta de 4 partes, una de cada país (Reino Unido, España, Francia y Alemania) y cada parte está compuesta de 3 episodios. La duración de cada capítulo es de 45 minutos aproximadamente. La serie fue gestionada por los showrunners George Kay y Jim Field Smith, y producida por Idiotlamp Productions. A pesar de ser producción británica, cada parte fue dirigida y escrita por directores y guionistas del propio país, y grabada en su idioma nativo.

## Sinopsis
La premisa de la serie gira en torno a las entrevistas e interrogatorios a los que son sometidos diferentes acusados. Cada capítulo trata sobre un caso distinto y los diferentes investigadores de cada país deberán resolverlo durante estas sesiones. 

## Rodaje
La ubicación de la serie se basa únicamente en dos salas contiguas de interrogatorios, no hay exteriores. La localización del rodaje, de toda la serie, se llevó a cabo en el complejo Ciudad de la Tele, ubicado en la ciudad de Madrid (España).

## Elenco
Reino Unido
- Nicholas Pinnock – Paul Ottager
- Katherine Kelly – Natalie Hobbs
- Lee Ingleby – Tony Myerscough
- Mark Stanley – Hugo Duffy
- Rochenda Sandall – Vanessa Warren
- Shubham Saraf – Kyle Petit

España
- José Ángel Egido - Joaquin Manero Alted
- Emma Suárez - María de los Ángeles Toranzo Puig
- Jorge Bosch - Carlos Cerdeño Varona
- María Morales -  Luisa
- Álvaro Cervantes - Rai Messeguer Ortiz
- Daniel Chamorro - Jorge

Francia
- Margot Bancilhon - Audrey Larsen
- Stéphane Jobert - Gérard Sarkassian
- Laurent Lucas - Olivier Hagen
- Mhamed Arezki - Omar Matif
- Anne Azoulay - Laetitia Serra

Alemania
- Eva Meckbach - Nadine Keller
- Sylvester Groth - Karl Schultz
- Florence Kasumba - Antje Borchert
- Christian Kuchenbuch - Martin Ludwig
- Jonathan Berlin -  Stefan Proska

## Episodios
| Serie              | Temporada | Temporada | Episodios | Episodios | Lanzamiento original     | Lanzamiento original     |
| ------------------ | --------- | --------- | --------- | --------- | ------------------------ | ------------------------ |
| Criminal: UK       |           | 1         | 3         | 3         | 20 de septiembre de 2019 | 20 de septiembre de 2019 |
| Criminal: UK       |           | 2         | 4         | 4         | 16 de septiembre de 2020 | 16 de septiembre de 2020 |
| Criminal: España   |           | 1         | 3         | 3         | 20 de septiembre de 2019 | 20 de septiembre de 2019 |
| Criminal: Francia  |           | 1         | 3         | 3         | 20 de septiembre de 2019 | 20 de septiembre de 2019 |
| Criminal: Alemania |           | 1         | 3         | 3         | 20 de septiembre de 2019 | 20 de septiembre de 2019 |

### Reino Unido
Temporada 1
| N.º | Título   | Dirigido por    | Escrito por | Fecha de emisión original | Actor           |
| --- | -------- | --------------- | ----------- | ------------------------- | --------------- |
| 1.1 | «Edgar»  | Jim Field Smith | George Kay  | 20 de septiembre de 2019  | David Tennant   |
| 1.2 | «Stacey» | Jim Field Smith | George Kay  | 20 de septiembre de 2019  | Hayley Atwell   |
| 1.3 | «Jay»    | Jim Field Smith | George Kay  | 20 de septiembre de 2019  | Youssef Kerkour |

Temporada 2
| N.º | Título     | Dirigido por    | Escrito por | Fecha de emisión original | Actor          |
| --- | ---------- | --------------- | ----------- | ------------------------- | -------------- |
| 2.1 | «Julia»    | Jim Field Smith | George Kay  | 16 de septiembre de 2020  | Sophie Okonedo |
| 2.2 | «Alex»     | Jim Field Smith | George Kay  | 16 de septiembre de 2020  | Kit Harington  |
| 2.3 | «Danielle» | Jim Field Smith | George Kay  | 16 de septiembre de 2020  | Sharon Horgan  |
| 2.4 | «Sandeep»  | Jim Field Smith | George Kay  | 16 de septiembre de 2020  | Kunal Nayyar   |

### España
| N.º | Título    | Dirigido por    | Escrito por          | Fecha de emisión original | Actor            |
| --- | --------- | --------------- | -------------------- | ------------------------- | ---------------- |
| 1   | «Isabel»  | Mariano Barroso | Alejandro Hernández  | 20 de septiembre de 2019  | Carmen Machi     |
| 2   | «Carmen»  | Mariano Barroso | Manuel Martín Cuenca | 20 de septiembre de 2019  | Inma Cuesta      |
| 3   | «Carmelo» | Mariano Barroso | Alejandro Hernández  | 20 de septiembre de 2019  | Eduard Fernández |

### Francia
| N.º | Título     | Dirigido por     | Escrito por                                      | Fecha de emisión original | Actor          |
| --- | ---------- | ---------------- | ------------------------------------------------ | ------------------------- | -------------- |
| 1   | «Émilie»   | Frédéric Mermoud | Frédéric Mermoud & Mathieu Missoffe & George Kay | 20 de septiembre de 2019  | Sara Giraudeau |
| 2   | «Caroline» | Frédéric Mermoud | Antonin Martin-Hilbert                           | 20 de septiembre de 2019  | Nathalie Baye  |
| 3   | «Jérôme»   | Frédéric Mermoud | Mathieu Missoffe                                 | 20 de septiembre de 2019  | Jérémie Renier |

### Alemania
| N.º | Título    | Dirigido por        | Escrito por                  | Fecha de emisión original | Actor       |
| --- | --------- | ------------------- | ---------------------------- | ------------------------- | ----------- |
| 1   | «Jochen»  | Oliver Hirschbiegel | Bernd Lange                  | 20 de septiembre de 2019  | Peter Kurth |
| 2   | «Yilmaz»  | Oliver Hirschbiegel | Bernd Lange                  | 20 de septiembre de 2019  | Deniz Arora |
| 3   | «Claudia» | Oliver Hirschbiegel | Sebastian Heeg & Bernd Lange | 20 de septiembre de 2019  | Nina Hoss   |